# Mzymta
La Mzymta (Мзымта) est un petit fleuve côtier de Russie qui coule dans le kraï de Krasnodar. Son cours est de 89 km et son bassin de 885 km2. Elle prend sa source au sud de la chaîne du Grand Caucase, à 2 980 m d'altitude au-dessus du lac Kardyvatch, et se jette dans la mer Noire à Adler, près de la ville de Sotchi. Ses affluents les plus importants sont les rivières Psloukh, Poudziko et Tchvijepsé. Elle traverse la réserve naturelle du Caucase et en son cours moyen la station de ski de Rosa Khutor, puis la localité urbaine de Krasnaïa Poliana. Elle longe ensuite les pistes de l'aéroport international de Sotchi à Adler avant de se jeter dans la mer Noire.

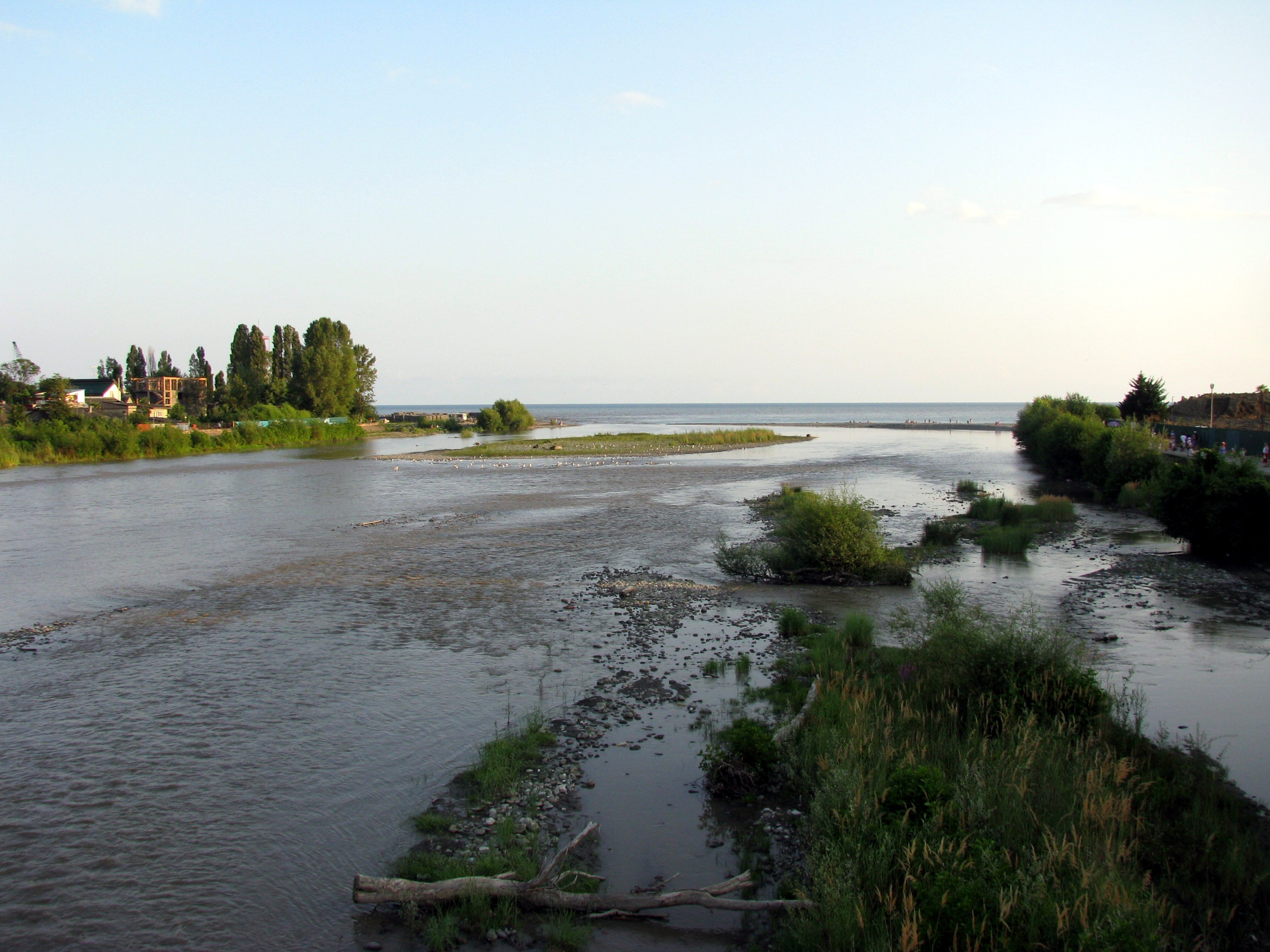
Embouchure à Adler